# Pohjajärvi (sjö i Kajanaland)
Pohjajärvi är en sjö i Finland. Den ligger i kommunen Kuhmo i landskapet Kajanaland, i den centrala delen av landet, 500 km norr om huvudstaden Helsingfors. Pohjajärvi ligger 224 meter över havet. Den är 3,1 meter djup. Arean är 14,4 hektar och strandlinjen är 2,09 kilometer lång. Sjön  ingår i Uleälvens huvudavrinningsområde. 